# Recoropha
Recoropha là một chi bướm đêm thuộc họ Noctuidae.

## Loài
- Recoropha canteneri (Duponchel, 1833)